# Атанасіос Евтаксіас
Атанасіос Евтаксіас (грец. Αθανάσιος Ευταξίας, 1849, Амфіклія, Фтіотида — 5 лютого 1931) — грецький політик, член Грецького парламенту, міністр і прем'єр-міністр Греції впродовж кількох місяців 1926 року.

## Біографічні відомості
Атанасіос Евтаксіас народився в Амфіклії 1849 року в родині священика і вчився в церковній школі «Різаріос».
Він неодноразово обирався членом Грецького парламенту від Фтіотиди, служив міністром освіти в уряді Сотиропулоса 1893 року, національної економіки в уряді Гунаріса 1915 року і в інших урядів, а також недовго прем'єр-міністром Греції в добу диктатури Теодороса Пангалоса влітку 1926 року, в добу Другої Грецької Республіки.
Атанасіос Евтаксіас помер 5 лютого 1931 року. Його племінник Ламброс Евтаксіас (1905—1996) відомий своєю мистецькою колекцією, яку передав Музею міста Афін.